# Curl (gustare japoneză)
Curl (カール Kāru) sunt o marcă de pufuleți cu brânză din Japonia vândută de Meiji. De asemenea are propria mascotă: Karl. Ei pot avea diferite arome, cele principale fiind pufuleții ușor sărați și pufuleții cu brânză. Sunt vânduți din 1968. 